# کم‌کاری هیپوفیز
هیپوفونکسیون هیپوفیز یا کم کاری غدهٔ هیپوفیز (اختصاراً:HP) یک بیماری نادر است که در آن حداقل یکی از هورمون‌های هشت گانه‌ای که از غدهٔ هیپوفیز ترشح می‌شوند، کم می‌باشد. این هشت هورمون عبارتند از: Prolactin, FSH, LH, TSH, ACTH, GH, ADH, oxytocin.
اگر اکثر این هورمون‌ها توسط هیپوفیز کم آزاد شوند، به آن هیپوفونکسیون کلی هیپوفیز (اختصاراً:PHP) گفته می‌شود.

## علائم
چون هورمون‌های غدهٔ هیپوفیز وظایف بسیار متفاوت و وسیعی دارند، علائم کمبود این هورمون‌ها نیز بسیار متفاوت و زیاد می‌باشد. بسته به اینکه چه هورمونی کمبود دارد، علائم زیر موجود می‌باشد:
- کمبود LH در مردان: LH در مردان تولید هورمون مردانه را تحریک می‌کند. بنابراین کمبود آن باعث کمبود صفات ثانویهٔ جنسی مردانه در بدن مرد می‌شود. مانند کمبود ماهیچه، کمبود موی بدن، کوچک بودن اندام‌های جنسی، کمبود کلفتی صدا، کمبود علاقهٔ جنسی، کمبود انرژی (خستگی) و...
- کمبود FSH در مردان: این هورمون در مردان باعث تحریک تولید اسپرم می‌شود. بنابراین کمبود آن باعث کمبود اسپرم در نتیجه نازایی فرد می‌شود.
- کمبود FSH/LH در زنان: ممکن است باعث داغ شدن ناگهانی نقاطی از بدن، پریود یا عادت ماهانه‌های نا منظم، عدم وجود پریود، کمبود زنانه شدن بدن، نازایی و... شود.
- کمبود پرولاکتین در زنان: پرولاکتین در زنان باعث رشد سینه و ساختن شیر در آن می‌شود. بنابرای کمبود آن می‌تواند باعث عدم توانایی شیردهی مادر شود.
- کمبود GH یا هورمون رشد: باعث کوتاه قامتی بچه‌ها می‌شود.
- در موارد دیگر: این علائم ممکن است مشهود باشند: کاهش وزن، حساسیت به سرما یا به سختی گرم ماندن، کم اشتهایی، پف کردگی صورت، کم خونی.

## تشخیص
تشخیص این بیماری به وسیلهٔ آزمایش خون و نظر پزشک فوق تخصص غدد انجام می‌شود.

## درمان
اولین گام در درمان کم کاری هیپوفیز جایگزین کردن هورمونی میباشد. دارو های تجویز شده برای درمان این بیماری ( هورمون درمانی ) لازم است برای همیشه استفاده شوند و نقش جایگزینی دارند و نه درمانی علاوه بر دارو درمانی در صورتی که علت کم کاری هیپوفیز تومور های بدخیم و حتی خوشی خیم باشد اغلب نیاز به جراحی و برداشت غده هیپوفیز نیز میباشد.
مهمترین دارو هایی مورد استفاده در درمان ( اصلاح) کم کاری هیپوفیز استفاده میشود شامل: کورتیکواستروئید ها ، هورمون های جنسی، لووتیروکسین